# Симикот (аэропорт)
Аэропорт Симикот (англ. Simikot Airport), (ИАТА: IMK, ИКАО: VNST) — непальский аэропорт, обслуживающий коммерческие авиаперевозки города Симикот (район Хамла, Карнали).

## Общие сведения
Аэропорт расположен на высоте 2818 метров над уровнем моря и эксплуатирует одну взлётно-посадочную полосу размерами 549х30 метров с асфальтовым покрытием. В настоящее время ведутся работы по расширению ВПП и модернизации всей инфраструктуры аэропорта.

## Авиакомпании и пункты назначения
Пешие путешественники, имеющие целью посещение озера Мапам-Юмцо и горы Кайлас, прилетают в аэропорт Симикот и далее следуют до пограничного пункта в Хилсе на границе с Тибетом.

## Авиапроисшествия и инциденты
- 23 июня 2011 года. Dornier Do 228 (регистрационный 9N-AGQ) авиакомпании Tara Air при выполнении грузового рейса Непалгандж-Симикот совершил жёсткую посадку в аэропорту назначения. Лайнер получил серьёзные повреждения, о пострадавших не сообщалось[6].